# Верхній Чат
Верхній Чат (рос. Верхний Чат, башк. Үрге Сат) — село у складі Янаульського району Башкортостану, Росія. Входить до складу Месягутовської сільської ради.
Населення — 127 осіб (2010; 164 у 2002).
Національний склад:
- башкири — 79 %